# Robert Dirk
Robert Michael Dirk (* 20. August 1966 in Regina, Saskatchewan) ist ein ehemaliger kanadischer Eishockeyspieler, -trainer und -funktionär, der im Verlauf seiner aktiven Karriere zwischen 1983 und 1997 unter anderem 441 Spiele für die St. Louis Blues, Vancouver Canucks, Chicago Blackhawks, Mighty Ducks of Anaheim und Canadiens de Montréal in der National Hockey League (NHL) auf der Position des Verteidigers bestritten hat. Anschließend war Dirk zwischen 1997 und 2005 als Trainer und Funktionär in der United Hockey League (UHL), West Coast Hockey League (WCHL) und ECHL tätig.

## Karriere
Dirk verbrachte seine Juniorenzeit zunächst in der Saison 1982/83 bei den Kelowna Buckaroos in der British Columbia Junior Hockey League (BCJHL). Im Verlauf der Spielzeit sammelte er auch erste Erfahrungen bei den Regina Pats aus seiner Geburtsstadt, die in der Western Hockey League (WHL) beheimatet waren. In den folgenden drei Spieljahren gehörte der Verteidiger fest zu Kader der Pats, erreichte mit ihnen am Ende der Saison 1983/84 die Finalserie um den President’s Cup und wurde während dieser Zeit im NHL Entry Draft 1984 in der dritten Runde an 53. Stelle von den St. Louis Blues aus der National Hockey League (NHL) ausgewählt. Zum Abschluss seiner Juniorenkarriere wurde Dirk ins WHL Second All-Star Team der Eastern Division berufen.
Zur Saison 1986/87 erhielt Dirk ein Vertragsangebot der St. Louis Blues. Er spielte die ersten beiden Jahre aber vorerst bei den Peoria Rivermen, dem Farmteam der Blues aus der International Hockey League (IHL). Sein NHL-Debüt feierte der Abwehrspieler zum Beginn des Spieljahres 1987/88, die restlichen sechs Partien dort absolvierte er aber erst wieder gegen Saisonende. Schließlich pendelte Dirk bis zum März 1991 regelmäßig zwischen dem NHL-Kader der Blues und dem IHL-Aufgebot der Rivermen, ehe er gemeinsam mit Geoff Courtnall, Sergio Momesso, Cliff Ronning und einem Fünftrunden-Wahlrecht im NHL Entry Draft 1992 zu den Vancouver Canucks transferiert wurde. Im Gegenzug wechselten Dan Quinn und Garth Butcher nach St. Louis.
In Vancouver verbrachte Dirk die erfolgreichste Zeit seiner Karriere. Der mittlerweile 25-Jährige etablierte sich im Kader der Canucks und gehörte drei Jahre lang zum Stammpersonal der Westkanadier. Im März 1994 wurde Dirk im Tausch für ein Viertrunden-Wahlrecht im NHL Entry Draft 1994 an die Chicago Blackhawks abgegeben. Für die Blackhawks bestritt der Defensivspezialist im restlichen Verlauf der Saison 1993/94 allerdings nur acht Spiele, da er nur drei Monate nach dem Erwerb für ein Viertrunden-Wahlrecht im NHL Entry Draft 1995 zu den Mighty Ducks of Anaheim geschickt wurde. In Anaheim wurde Dirk ebenfalls nur eineinhalb Jahre heimisch. Ein erneuter Transfer brachte ihn im Januar 1996 zu den Canadiens de Montréal, die ihn im Tausch für Nachwuchsspieler Jim Campbell erhalten hatten. Für die Canadiens bestritt Dirk die letzten drei von insgesamt 441 NHL-Partien, da er sich eine ernsthafte Knieverletzung zuzog. Seine aktive Karriere ließ er schließlich in der Spielzeit 1996/97 bei den Detroit Vipers und Chicago Wolves in der IHL ausklingen.
Nach seinem Karriereende begann Dirk als Trainer zu arbeiten. Er übernahm zur Saison 1997/98 den Posten des Cheftrainers der Winston-Salem IceHawks aus der United Hockey League und wurde dort – obwohl er die Playoff-Qualifikation verpasste – zum Trainer des Jahres ernannt. Dennoch wechselte er vor der Spielzeit 1998/99 zum Ligakonkurrenten Saginaw Gears, mit dem er im Verlauf der folgenden Saison auch nach Massillon im Bundesstaat Ohio umzog. Dort spielte das Franchise unter dem Namen Ohio Gears. Zur Saison 2000/01 entschied sich Dirk für einen erneuten Wechsel und arbeitete fortan für zwei Jahre als Trainer und Director of Hockey Operations der Tacoma Sabercats aus der West Coast Hockey League (WCHL) in Personalunion. Nach einer einjährigen Pause wurde er schließlich Cheftrainer der Texas Wildcatters aus der ECHL; zur Saison 2004/05 stieg er dort zum Director of Hockey Operations auf. Letztmals trat Dirk als Cheftrainer des Teams Canada Pacific bei der World U-17 Hockey Challenge 2010 in Erscheinung, als er die Mannschaft auf den fünften Rang führte.

## Erfolge und Auszeichnungen
- 1986 WHL East Second All-Star Team
- 1998 UHL Coach of the Year

## Karrierestatistik
(Legende zur Spielerstatistik: Sp oder GP = absolvierte Spiele; T oder G = erzielte Tore; V oder A = erzielte Assists; Pkt oder Pts = erzielte Scorerpunkte; SM oder PIM = erhaltene Strafminuten; +/− = Plus/Minus-Bilanz; PP = erzielte Überzahltore; SH = erzielte Unterzahltore; GW = erzielte Siegtore; 1 Play-downs/Relegation; Kursiv: Statistik nicht vollständig)